# Jules Marie
 Jules Marie  (nacido el 1 de septiembre de 1991) es un tenista profesional francés.

## Carrera
Su mejor ranking individual es el N.º 226  alcanzado el 11 de diciembre de 2023, mientras que en dobles logró la posición 656 el 6 de abril de 2015.
No ha logrado hasta el momento títulos de la categoría ATP ni de la ATP Challenger Tour, aunque sí ha obtenido varios títulos Futures tanto en individuales como en dobles.
Ganó el ITF25000 de Oporto el 30/7/2023 a Kenny de Schepper (Fr.) 6-2 4-6 7-6 (3).
Ganó el M15 de Zahra05A el 10/12/2023 a Elgin Koeblal (Hol.) 6-2 6-1.
Ganó el ITF Francia F15el 7/7/2024 a Blake Ellis (Australia) 6-2 6-4.
Al 4 de octubre de 2024 se encuentra en el puesto 292 del Ranking ATP.